# Wiedemannia kallistes
Wiedemannia kallistes är en tvåvingeart som beskrevs av Pusch 1996. Wiedemannia kallistes ingår i släktet Wiedemannia och familjen dansflugor. Inga underarter finns listade i Catalogue of Life.